# 昆廷 (密西西比州)
昆廷（英語：Quentin）是位於美國密西西比州富蘭克林縣的非建制地區。

## 歷史
昆廷的郵局於1920年設立，其後於1980年停運。

## 地理
昆廷所處的海拔為高於海平面89米（即292英呎），而該地所採用的時區為UTC-6，即北美中部時區（CST）。同時該地設有夏令時間，為UTC-6調快一小時，即UTC-5（CDT）。